# Беост
Бео́ст (фр. Béost) — коммуна во Франции, находится в регионе Аквитания. Департамент — Атлантические Пиренеи. Входит в состав кантона Олорон-Сент-Мари-2. Округ коммуны — Олорон-Сент-Мари.
Код INSEE коммуны — 64110.

## География

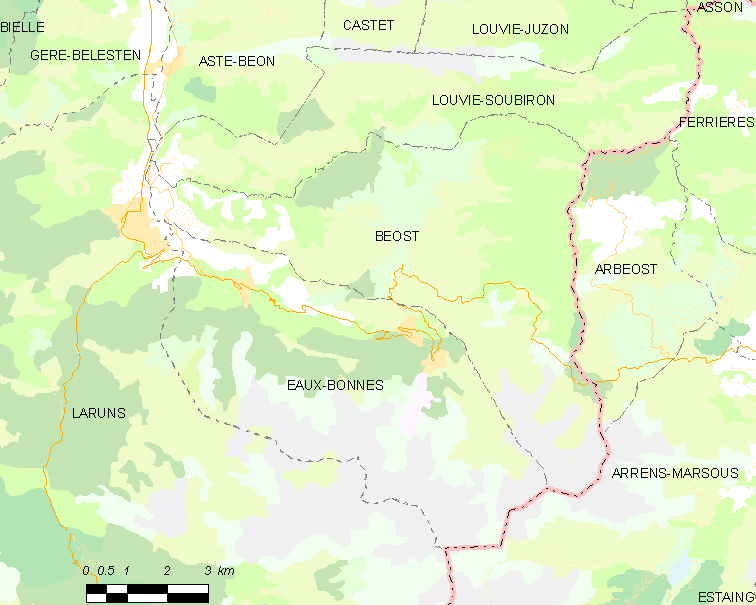
Карта коммуны

Коммуна расположена приблизительно в 690 км к югу от Парижа, в 210 км южнее Бордо, в 35 км к югу от По.
На западе коммуны протекает река Гав-д’Осо.

### Климат
Климат тёплый океанический. Зима мягкая, средняя температура января — от +5°С до +13°С, температуры ниже −10 °C бывают редко. Снег выпадает около 15 дней в году с ноября по апрель. Максимальная температура летом порядка 20-30 °C, выше 35 °C бывает очень редко. Количество осадков высокое, порядка 1100 мм в год. Характерна безветренная погода, сильные ветры очень редки.

## Население
Население коммуны на 2010 год составляло 213 человек.
| 1962 | 1968 | 1975 | 1982 | 1990 | 1999 | 2010 |
| ---- | ---- | ---- | ---- | ---- | ---- | ---- |
| 284  | 275  | 229  | 219  | 204  | 197  | 213  |

## Администрация
| Период | Период | Фамилия               | Партия | Примечания |
| ------ | ------ | --------------------- | ------ | ---------- |
| 1995   | 2001   | Марсель Мацца         |        |            |
| 2001   | 2014   | Роже Белеста-Лабурдет |        |            |
| 2014   | 2020   | Клоди Элип            |        |            |

## Экономика
В 2010 году среди 124 человек трудоспособного возраста (15-64 лет) 99 были экономически активными, 25 — неактивными (показатель активности — 79,8 %, в 1999 году было 75,8 %). Из 99 активных жителей работали 94 человека (47 мужчин и 47 женщин), безработных было 5 (4 мужчины и 1 женщина). Среди 25 неактивных 7 человек были учениками или студентами, 14 — пенсионерами, 4 были неактивными по другим причинам.

## Достопримечательности
- Церковь Св. Иакова (XII век). Исторический памятник с 2008 года[4]
- Замок Беост (XV век). Исторический памятник с 1954 года[5]

## Фотогалерея

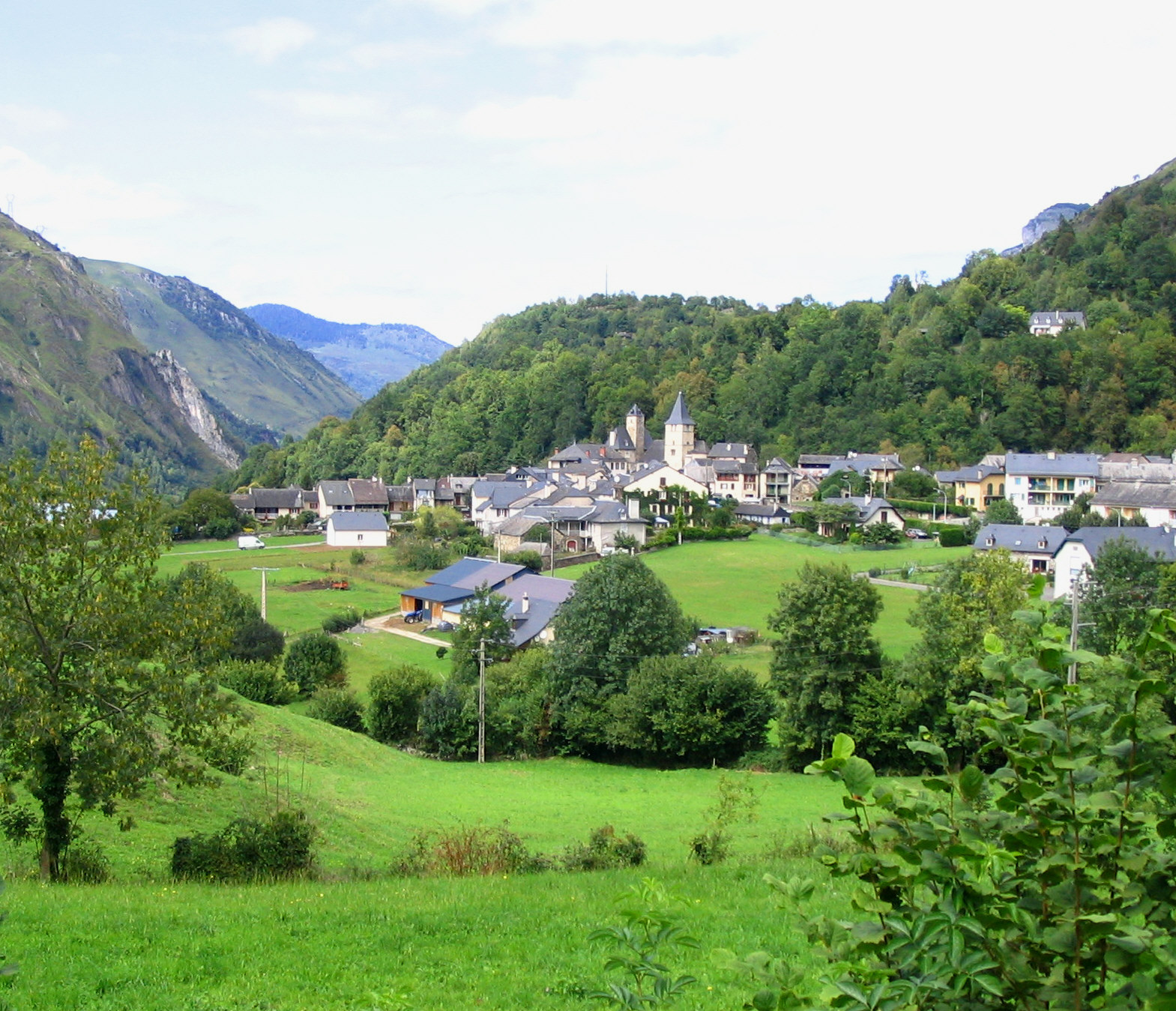
Беост
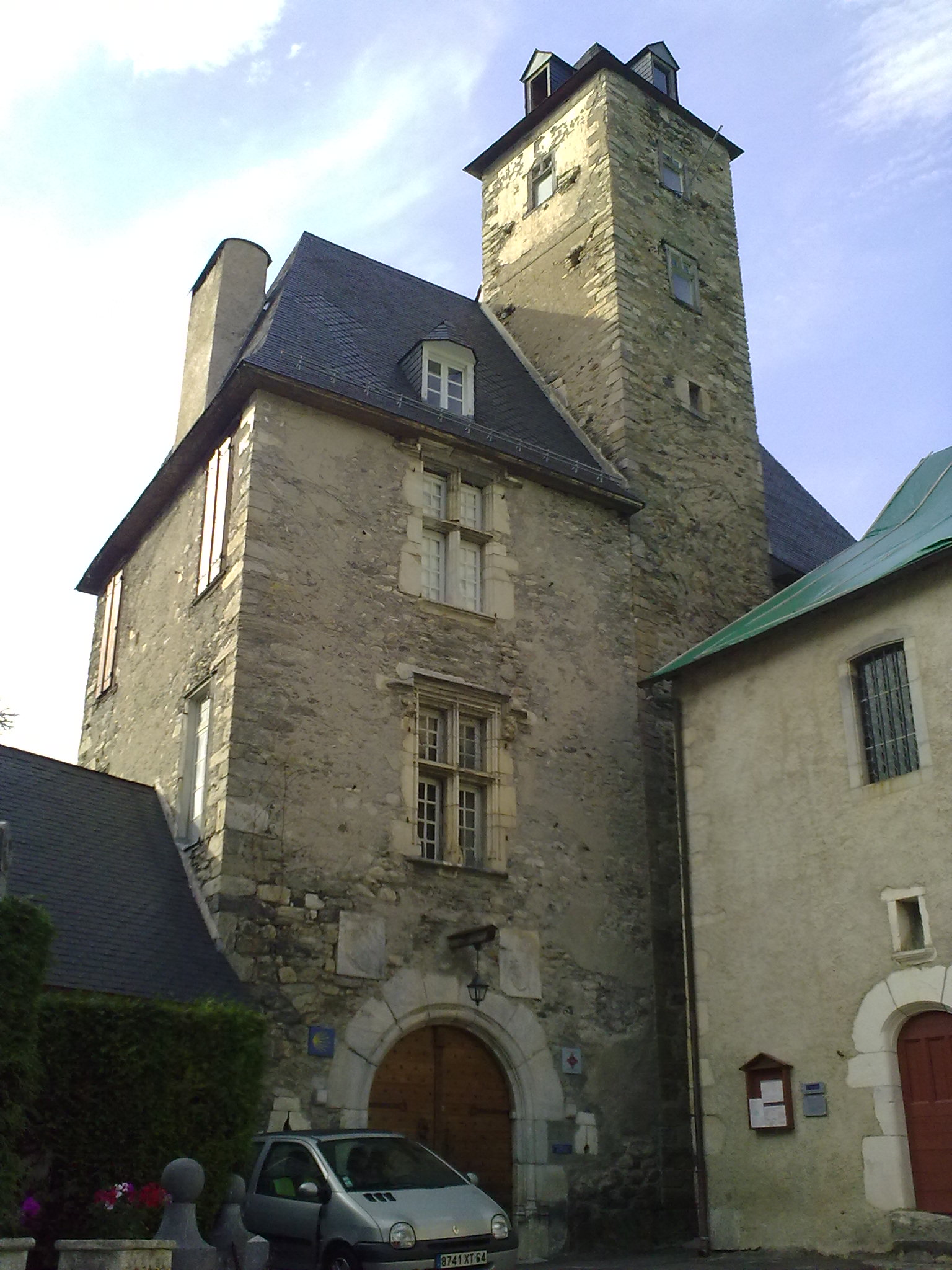
Аббатство
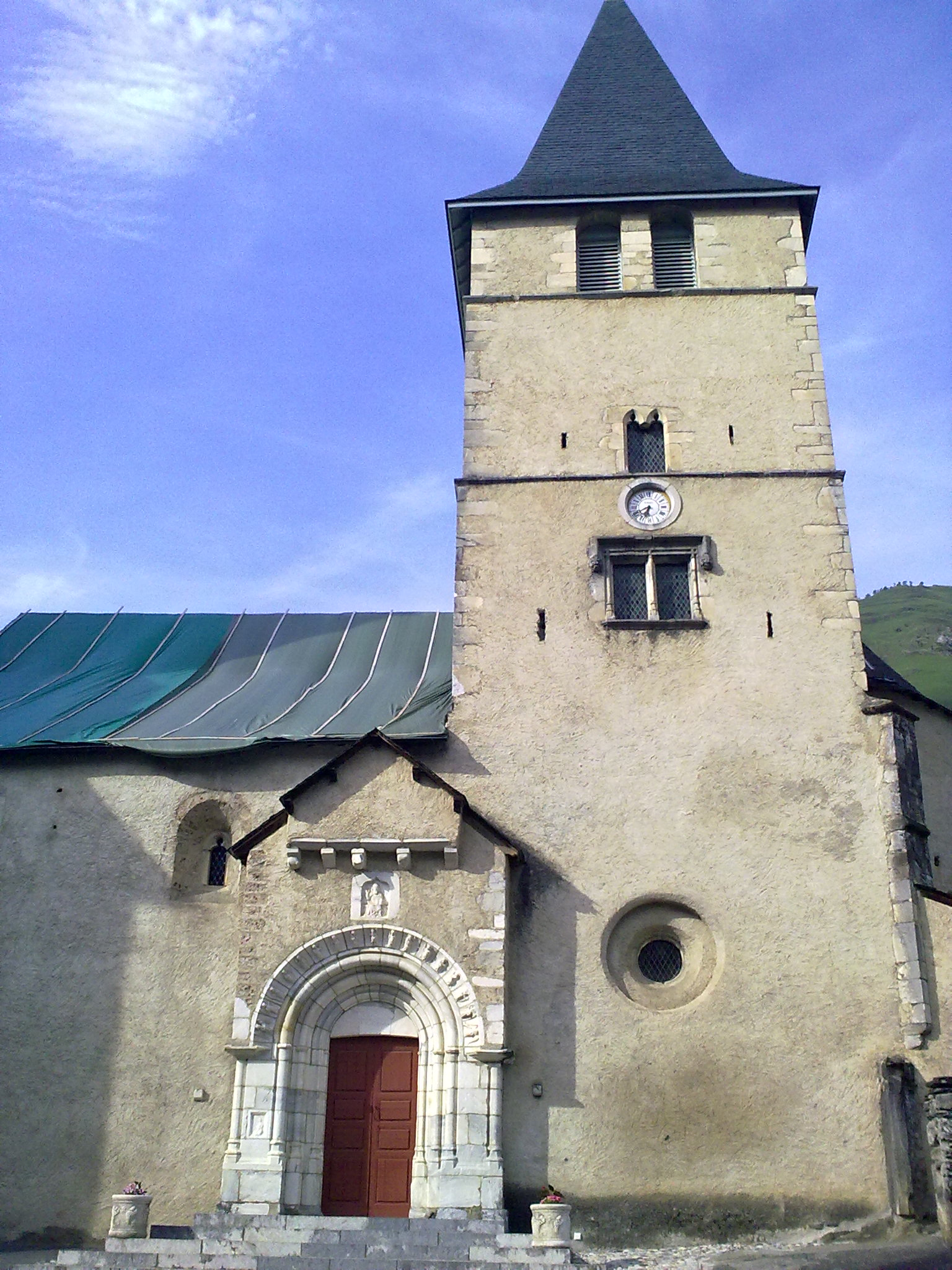
Церковь Св. Иакова
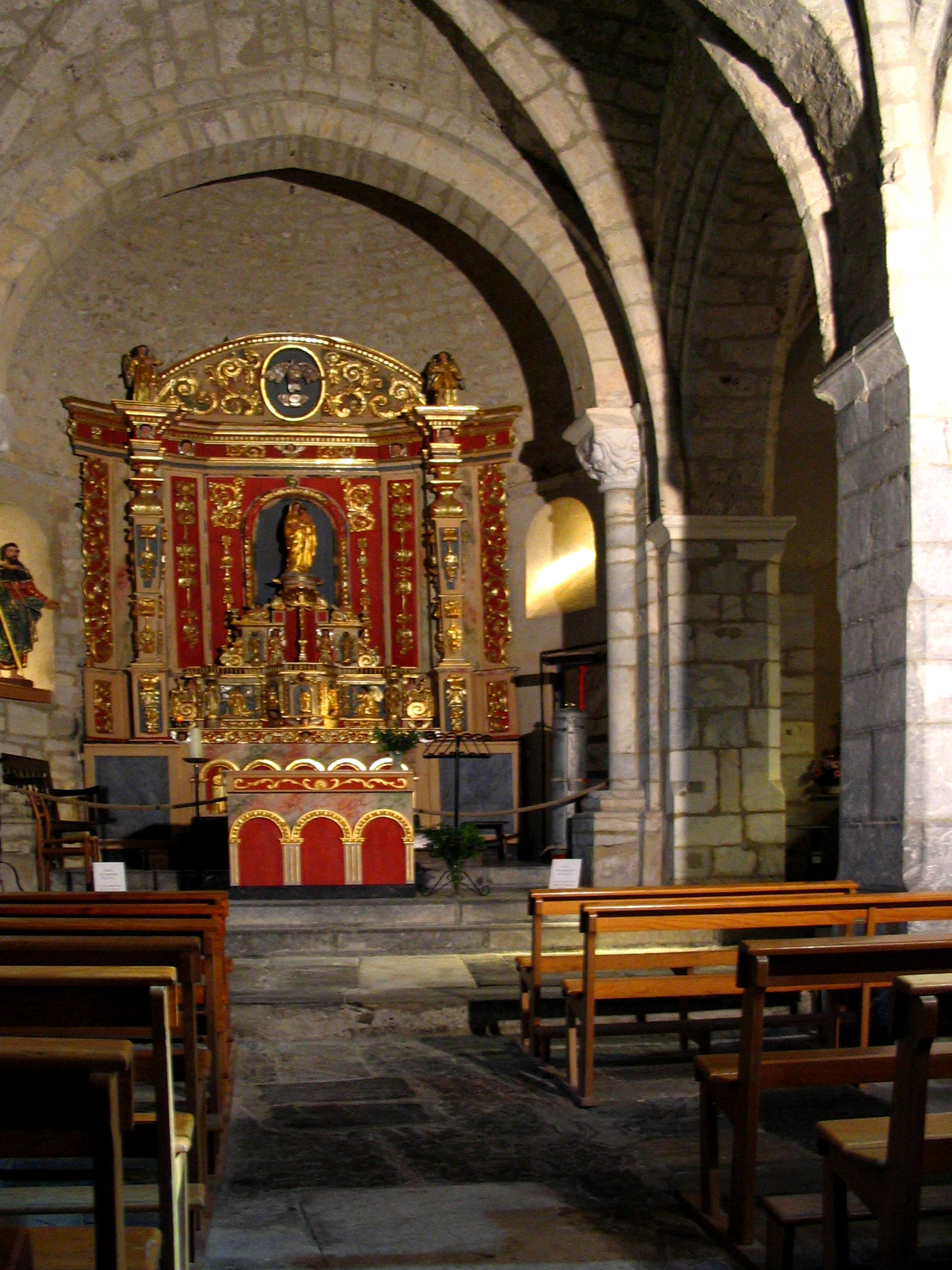
Интерьер церкви Св. Иакова
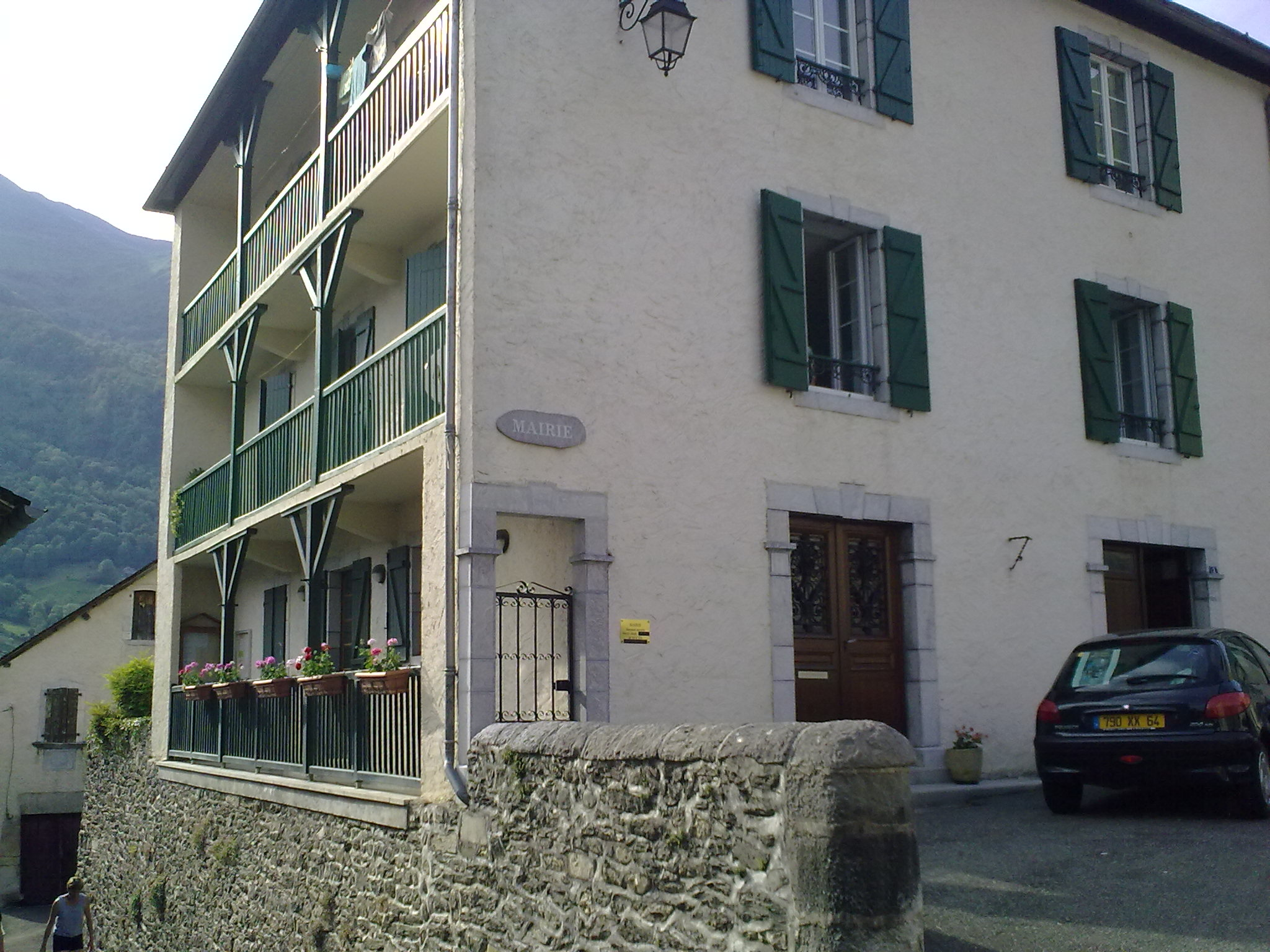
Мэрия
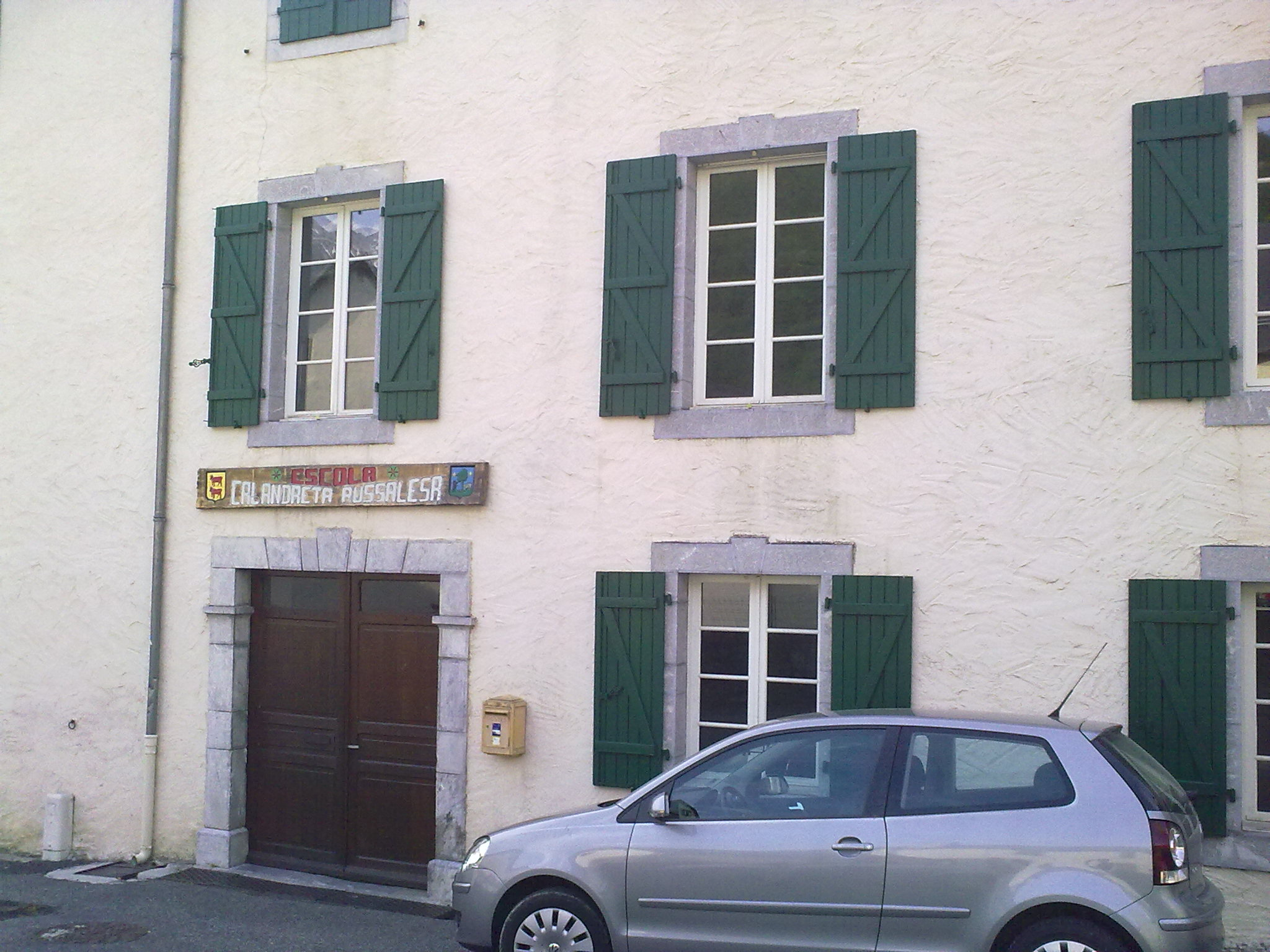
Школа
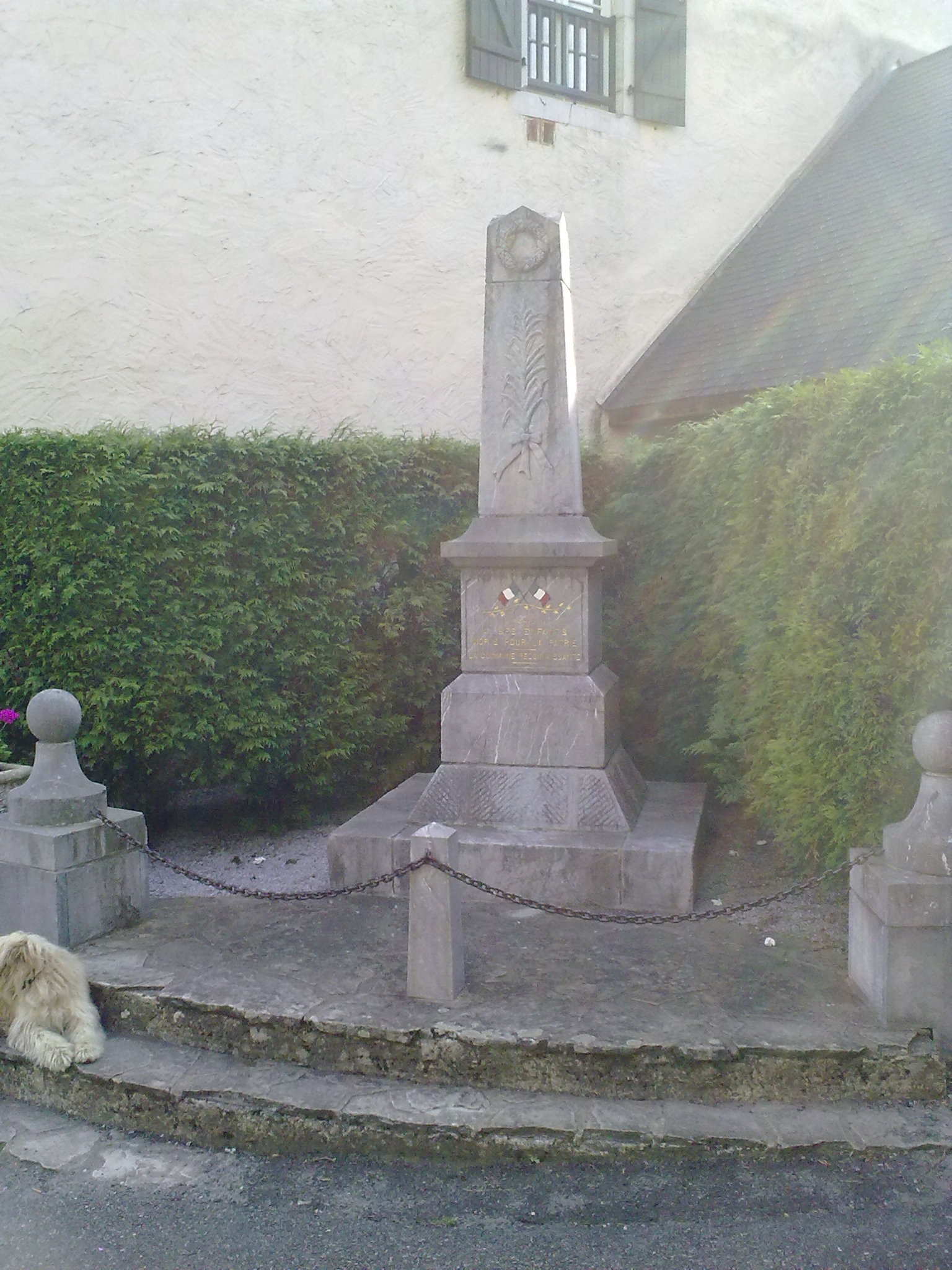
Военный мемориал
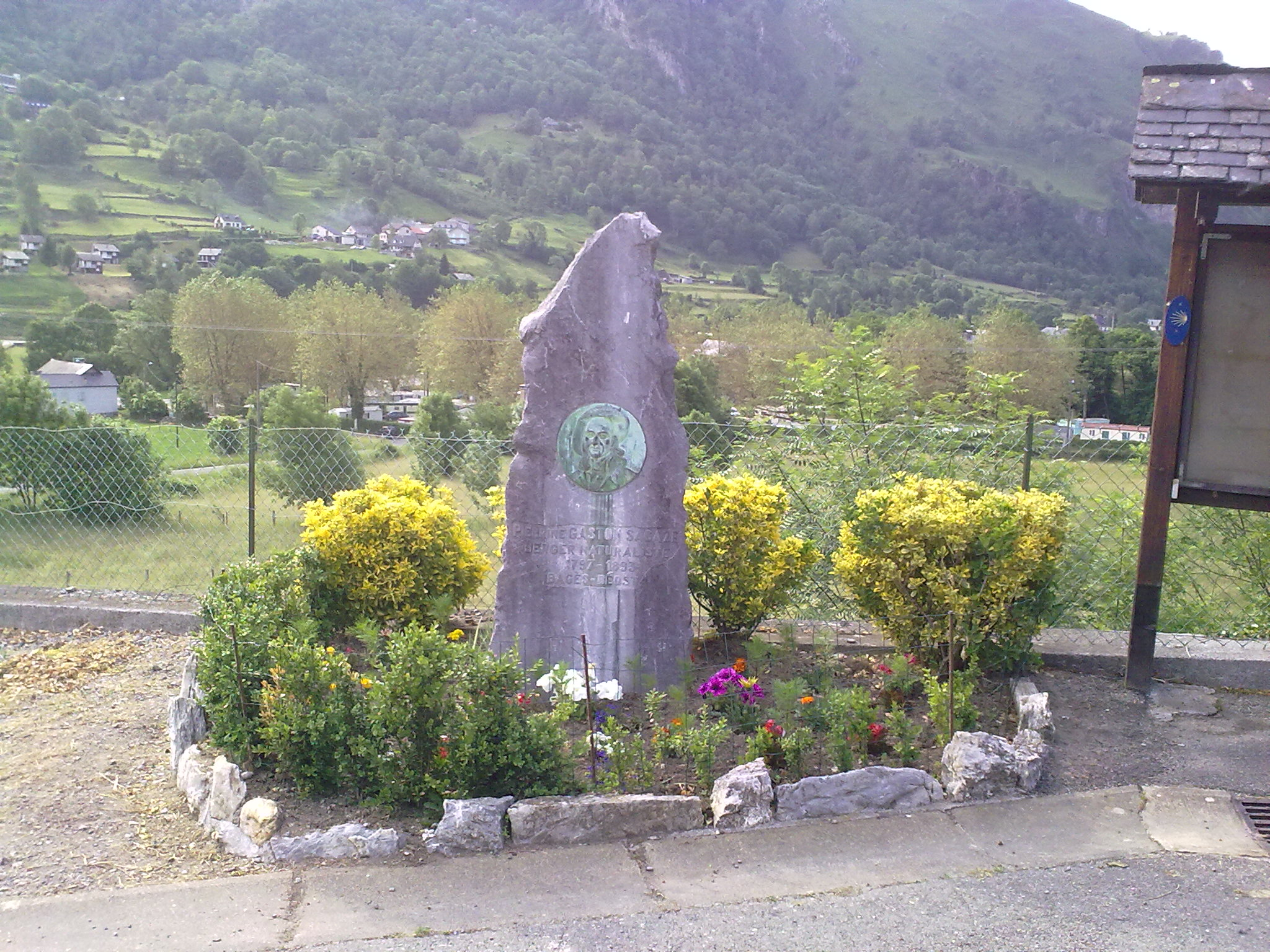
Памятник Пьерину Гастону-Саказу[фр.]